# Cumanayagua
Cumanayagua est une ville et une municipalité de Cuba dans la province de Cienfuegos.

## Géographie

### Situation
Cumanayagua est à l'ouest du centre de l'île de Cuba, à la pointe sud de la province de Cienfuegos, sur la côte de la mer des Caraïbes, à 262 km est-sud-est de La Havane et 30 km est de sa capitale de province Cienfuegos.
La ville est à un peu moins de 30 km du plus proche point de la côte, Playa Bocanguila.

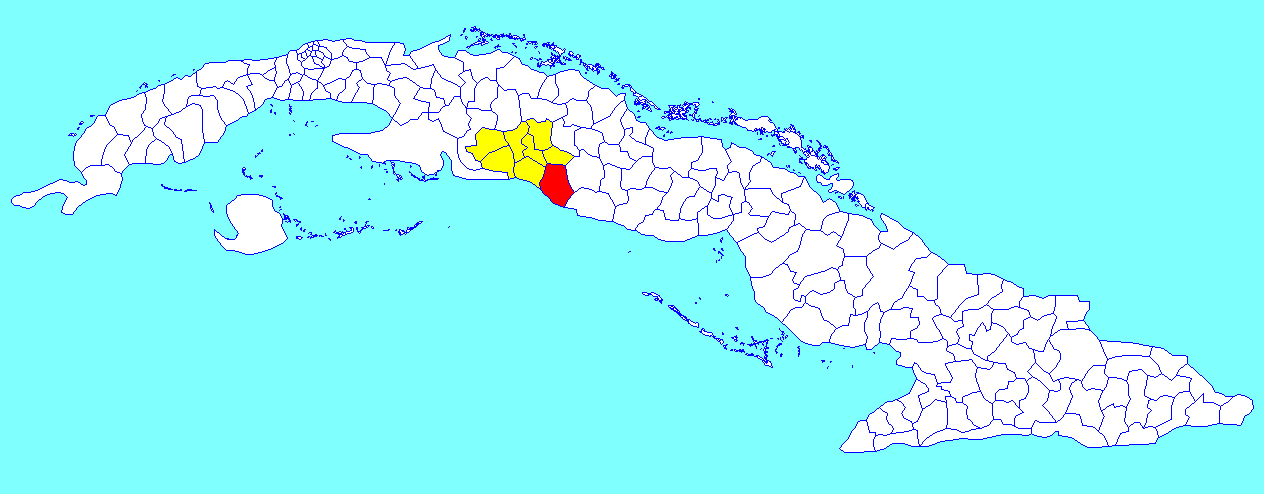
Municipalité de Cumanayagua dans la province de Cienfuegos

### Divisions administratives

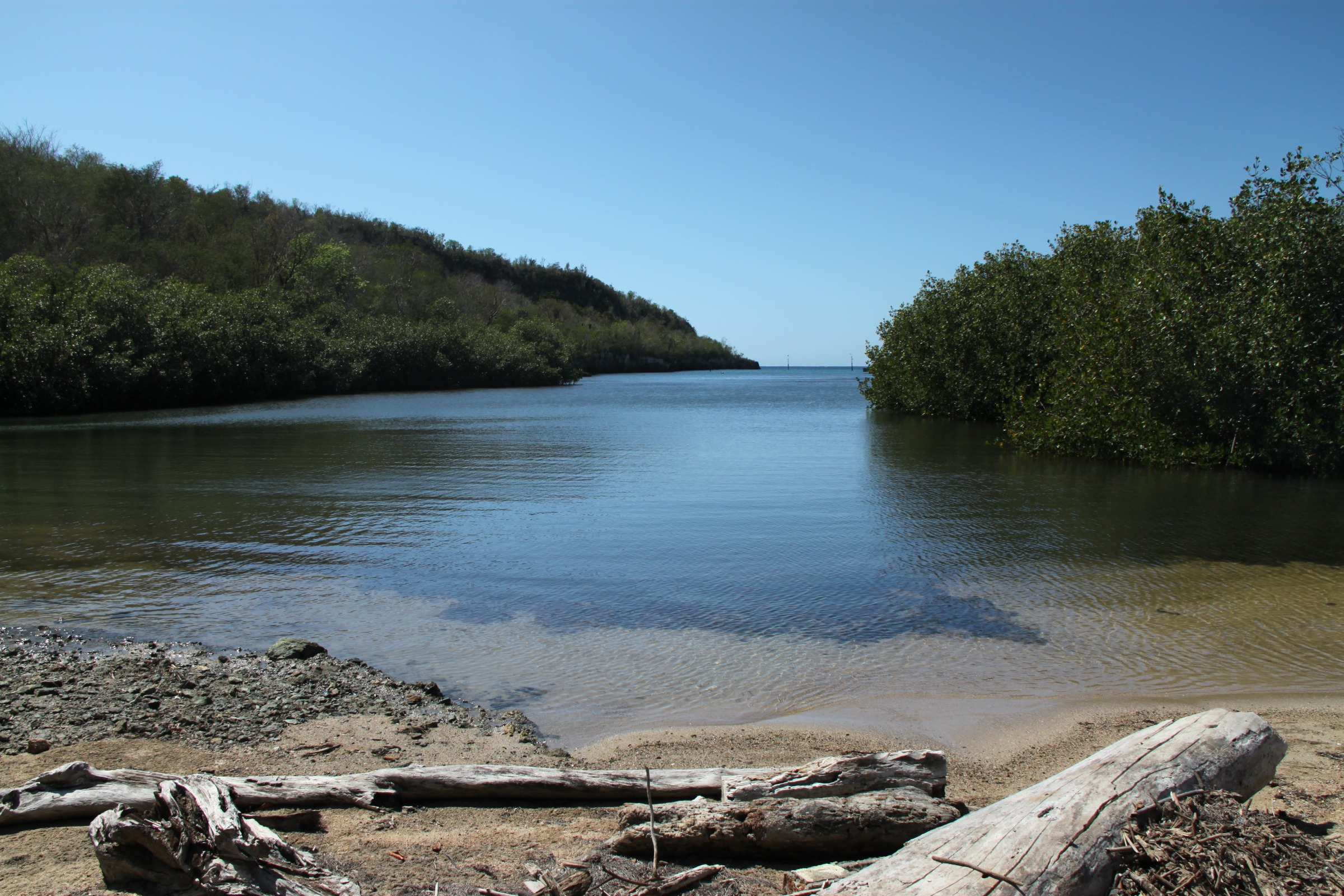
Guajímico

La municipalité comprend 13 consejos populares :
- Sierrita
- Breñas
- Crespo
- Barajagua
- Crucesitas
- Camilo Cienfuegos
- Arimao
- Sopapo
- Cuatro Vientos
- Napoleón Diego
- Rafelito
- Las Brisas
- Las Moscas

Les lieux d'habitation sur la côte sud, petits et peu nombreux, incluent Guajimico, le campamento de Pioneros Ismaelillo à côté de Camillo Cienfuegos, Playa Yaguanabo, Caleta de Muñoz, Río Hondo (à l'embouchure du fleuve du même nom), Río Cabagán et Río Guanaraya sur la limite avec la municipalité de Trinidad (province de Sancti Spiritus),.

## Population
En 2022 la population de la municipalité est estimée à 47 118 habitants. Pour une surface de 1 089 km2, la densité est de 43,26 habitants/km².